# Julius Tyciak
Julius Tyciak (* 14. Mai 1903 bei Târgoviște; † 9. März 1973 in Ramershoven) war ein deutscher römisch-katholischer Theologe und Autor.

## Leben
Nach dem Abitur 1922 in Düsseldorf studierte er bis 1926 Theologie und Philosophie an der Universität Bonn. Am 28. Juni 1927 wurde er im Kölner Dom zum Priester geweiht. Von 1952 bis 1973 war er Pfarrer in Ramershoven.

## Schriften (Auswahl)
- Jahreskranz der Güte Gottes. Das Jahr der Kirche. Mainz 1953, OCLC 174695068.
- Prophetische Profile. Gestalten und Gedanken des Zwölfprophetenbuches. Düsseldorf 1965, OCLC 1090188394.
- Das Herrenmysterium im byzantinischen Kirchenjahr. Trier 1976, ISBN 3-7902-1430-2.
- Theologie in Hymnen. Theologische Perspektiven der byzantinischen Liturgie. Trier 1979, ISBN 3-7902-1440-X.